# Vildmosens Opdyrkning
|  | Denne artikel er oprettet af botten Steenthbot ud fra en ekstern database. Den kan derfor have sproglige fejl eller mangler. Denne skabelon kan fjernes efter kontrol af indholdet. |

Vildmosens Opdyrkning er en dansk dokumentarfilm fra 1920.

## Handling
Der findes i Danmark 66.000 hektarer moser. Store Vildmose dækker ca. 5000 ha. Om sommeren går jægere på jagt mellem tuer og lyng. En henkastet cigar kan antænde en mosebrand. Der kommer folk langvejs fra på ’skovtur’ i Vildmosen. Men idyllen må vige for kulturen – staten tager fat på kultiveringsarbejdet: afvanding sættes i gang. Grøftelinjerne udstikkes af landmålere, så gravearbejdet kan påbegyndes. Lyngen brændes af. Motorfræseren bearbejder tørvelaget, selv de seje tuer klares af knivtromlerne. Så er vejen banet for den lille Bates Steel Mule-traktor, der bringer mergel, som højmosejorden ikke kan undvære. Efter vinteren findeles og blandes det øverste jordlag. Herefter kører kunstgødningssprederen og græsfrøsåmaskinerne, og der tromles afslutningsvist. En skål på dagens arbejde! Statens Moseforsøgsstation Fossevangen – resultaterne af indsatsen. Forårsarbejde på de allerede kultiverede mosearealer: spredning af kunstgødning. Ved sommertid drives kreaturerne til ’Fennerne’. Sådan ser en 1. års opdyrket græsmark ud – både græs og rug vokser alenhøjt! Og så handles der kreaturer – de vejes og tilvæksten konstateres. Der betales for ’kulturarbejdet’.